# Terry Moor
Pour les articles homonymes, voir Moor.
Terry Moor, né le 23 avril 1952 à Hartford, est un ancien joueur de tennis professionnel américain.

## Palmarès

### Titres en simple messieurs
| No | Date       | Nom et lieu du tournoi                       | Catégorie | Dotation  | Surface      | Finaliste   | Score         |  |
| -- | ---------- | -------------------------------------------- | --------- | --------- | ------------ | ----------- | ------------- |  |
| 1  | 22-10-1979 | Tournoi de tennis du Japon, Tokyo            |           | 125 000 $ | Terre (ext.) | Pat Dupré   | 3-6, 7-6, 6-2 |  |
| 2  | 06-08-1984 | Society Bank Western Open Champ's, Cleveland |           | 75 000 $  | Dur (ext.)   | Marty Davis | 3-6, 7-6, 6-2 |  |

### Finales en simple messieurs
| No | Date       | Nom et lieu du tournoi                      | Catégorie  | Dotation  | Surface      | Vainqueur       | Score              |  |
| -- | ---------- | ------------------------------------------- | ---------- | --------- | ------------ | --------------- | ------------------ |  |
| 1  | 28-11-1977 | Indian Open, Bombay                         | Grand Prix | 50 000 $  | Terre (ext.) | Vijay Amritraj  | 7-6, 6-4           |  |
| 2  | 23-07-1979 | Tournoi de tennis de Louisville, Louisville |            | NC $      | NC           | John Alexander  | 7-6, 6-7, 3-3, ab. |  |
| 3  | 18-08-1980 | Atlanta Open, Atlanta                       |            | 75 000 $  | Dur (ext.)   | Eliot Teltscher | 6-2, 6-2           |  |
| 4  | 08-10-1984 | Tournoi de tennis du Japon, Tokyo           |            | 100 000 $ | Dur (ext.)   | David Pate      | 6-3, 7-5           |  |

### Titres en double messieurs
| No | Date       | Nom et lieu du tournoi                          | Catégorie  | Dotation  | Surface         | Partenaire      | Finalistes                     | Score                     |  |
| -- | ---------- | ----------------------------------------------- | ---------- | --------- | --------------- | --------------- | ------------------------------ | ------------------------- |  |
| 1  | 28-11-1977 | Indian Open Bombay                              | Grand Prix | 50 000 $  | Terre (ext.)    | Mike Cahill     | Marcello Lara Jasjit Singh     | 6-7, 6-4, 6-4             |  |
| 2  | 31-03-1980 | New Orleans Grand Prix La Nouvelle-Orléans      | Grand Prix | 75 000 $  | Moquette (int.) | Eliot Teltscher | Raymond Moore Robert Trogolo   | 7-6, 6-1                  |  |
| 3  | 23-11-1981 | Tournoi de tennis d'Afrique du Sud Johannesburg |            | 300 000 $ | Dur (ext.)      | John Yuill      | Fritz Buehning Russell Simpson | 6-3, 5-7, 6-4, 6-7, 12-10 |  |

### Finales en double messieurs
| No | Date       | Nom et lieu du tournoi                      | Catégorie | Dotation  | Surface         | Vainqueurs                     | Partenaire      | Score         |          |
| -- | ---------- | ------------------------------------------- | --------- | --------- | --------------- | ------------------------------ | --------------- | ------------- | -------- |
| 1  | 14-11-1977 | Tournoi de tennis de Manille Manille        |           | 75 000 $  | Dur (ext.)      | Chris Kachel John Marks        | Mike Cahill     | 4-6, 6-0, 7-6 |          |
| 2  | 29-10-1979 | Tournoi de tennis Tokyo Indoors Tokyo       |           | 300 000 $ | Moquette (int.) | Marty Riessen Sherwood Stewart | Mike Cahill     | 6-4, 7-6      |          |
| 3  | 20-10-1980 | Tournoi de tennis du Japon Tokyo            |           | 125 000 $ | Terre (ext.)    | Ross Case Jaime Fillol         | Eliot Teltscher | 6-3, 3-6, 6-4 |          |
| 4  | 16-02-1981 | Grand Marnier Tennis Game La Quinta         |           | NC $      | NC              | Bruce Manson Brian Teacher     | Eliot Teltscher | 7-6, 6-2      |          |
| 5  | 25-05-1981 | Roland-Garros Paris                         | G. Chelem | NC $      | Terre (ext.)    | Heinz Günthardt Balázs Taróczy | Eliot Teltscher | 6-2, 7-6, 6-3 | Parcours |
| 6  | 18-10-1982 | Fischer Grand Prix Vienne                   |           | 100 000 $ | Dur (int.)      | Henri Leconte Pavel Složil     | Mark Dickson    | 6-1, 7-6      |          |
| 7  | 13-08-1984 | Tournoi de tennis de Columbus Columbus (OH) |           | 100 000 $ | Dur (ext.)      | Sandy Mayer Stan Smith         | Charles Bud Cox | 6-4, 6-7, 7-5 |          |

## Parcours dans les tournois duGrand Chelem

### En simple
| Année | Open d'Australie | Open d'Australie | Internationaux de France | Internationaux de France | Wimbledon       | Wimbledon        | US Open         | US Open       | Open d'Australie | Open d'Australie |
| ----- | ---------------- | ---------------- | ------------------------ | ------------------------ | --------------- | ---------------- | --------------- | ------------- | ---------------- | ---------------- |
| 1976  | —                | —                | —                        | —                        | —               | —                | 2e tour (1/32)  | S. Smith      | n.o.             | n.o.             |
| 1977  | —                | —                | —                        | —                        | —               | —                | 3e tour (1/16)  | R. Tanner     | —                | —                |
| 1978  | n.o.             | n.o.             | 2e tour (1/32)           | R. Gehring               | 3e tour (1/16)  | W. Fibak         | 3e tour (1/16)  | A. Ashe       | —                | —                |
| 1979  | n.o.             | n.o.             | 1er tour (1/64)          | J. Connors               | 1er tour (1/64) | J. McEnroe       | —               | —             | —                | —                |
| 1980  | n.o.             | n.o.             | 1er tour (1/64)          | Ti. Gullikson            | —               | —                | 3e tour (1/16)  | J. Connors    | —                | —                |
| 1981  | n.o.             | n.o.             | 1/8 de finale            | B. Borg                  | —               | —                | 1er tour (1/64) | V. Gerulaitis | —                | —                |
| 1982  | n.o.             | n.o.             | 2e tour (1/32)           | Y. Noah                  | 1er tour (1/64) | S. van der Merwe | 2e tour (1/32)  | I. Năstase    | —                | —                |
| 1983  | n.o.             | n.o.             | —                        | —                        | —               | —                | 3e tour (1/16)  | J. Lloyd      | —                | —                |
| 1984  | n.o.             | n.o.             | —                        | —                        | 1/8 de finale   | A. Gómez         | 1er tour (1/64) | J. Arias      | —                | —                |
| 1985  | n.o.             | n.o.             | —                        | —                        | 2e tour (1/32)  | C. Hooper        | 1er tour (1/64) | T. Mayotte    | —                | —                |

N.B. : à droite du résultat se trouve le nom de l'ultime adversaire.

### En double
| Année | Open d'Australie | Open d'Australie | Internationaux de France    | Internationaux de France | Wimbledon | Wimbledon | US Open                      | US Open                 | Open d'Australie | Open d'Australie |
| ----- | ---------------- | ---------------- | --------------------------- | ------------------------ | --------- | --------- | ---------------------------- | ----------------------- | ---------------- | ---------------- |
| 1976  | —                | —                | —                           | —                        | —         | —         | 2e tour (1/16) B. Seewagen   | M. Estep P. Cramer      | n.o.             | n.o.             |
| 1977  | —                | —                | —                           | —                        | —         | —         | 1/8 de finale M. Cahill      | K. Warwick S. Ball      | —                | —                |
| 1978  | n.o.             | n.o.             | 1/8 de finale V. Amaya      | J. Kodeš T. Šmíd         | —         | —         | 2e tour (1/16) M. Cahill     | M. Fishbach B. Mitton   | —                | —                |
| 1979  | n.o.             | n.o.             | 2e tour (1/16) J. Kriek     | M. Edmondson J. Marks    | —         | —         | —                            | —                       | —                | —                |
| 1980  | n.o.             | n.o.             | —                           | —                        | —         | —         | 1er tour (1/32) E. Teltscher | S. Docherty J. James    | —                | —                |
| 1981  | n.o.             | n.o.             | Finale E. Teltscher         | H. Günthardt B. Taróczy  | —         | —         | 1/8 de finale E. Teltscher   | P. Fleming J. McEnroe   | —                | —                |
| 1982  | n.o.             | n.o.             | 2e tour (1/16) E. Teltscher | M. Günthardt B. Sisson   | —         | —         | 1er tour (1/32) E. Teltscher | M. Edmondson K. Warwick | —                | —                |
| 1983  | n.o.             | n.o.             | —                           | —                        | —         | —         | 1er tour (1/32) T. Viljoen   | D. Dowlen N. Odizor     | —                | —                |
| 1984  | n.o.             | n.o.             | —                           | —                        | —         | —         | 1er tour (1/32) C. Cox       | J. Arias P. Annacone    | —                | —                |
| 1985  | n.o.             | n.o.             | —                           | —                        | —         | —         | —                            | —                       | —                | —                |
| 1986  | n.o.             | n.o.             | —                           | —                        | —         | —         | 1/8 de finale D. Dowlen      | G. Forget Y. Noah       | n.o.             | n.o.             |

N.B. : le nom du ou de la partenaire se trouve sous le résultat ; le nom des ultimes adversaires se trouve à droite.